# Gearhart, Oregon
Gearhart là một thành phố trong Quận Clatsop, Oregon, Hoa Kỳ. Dân số theo điều tra dân số năm 2000 là 995 người. Dân số ước tính cho năm 2007 là 1.185 người.

## Địa lý
Gearhart nằm ở vị trí 46°1′29″B 123°55′5″T / 46,02472°B 123,91806°TĐã đưa tham số không hợp lệ vào hàm {{#coordinates:}} (46.024817, -123.917984)1.
Theo Cục điều tra dân số Hoa Kỳ, thành phố có tổng diện tích là 1,2 dặm vuông Anh (3,2 km²) trong đó 0,81% là mặt nước.